# Jeep Grand Commander
Le Jeep Grand Commander est un SUV familial 7 places produit par le constructeur automobile américain Jeep, présenté en 2018 et commercialisé en Chine de 2018 à 2022.